# Gyenam-myeon
Gyenam-myeon (koreanska: 계남면) är en socken i kommunen Jangsu-gun i provinsen Norra Jeolla i den södra delen av Sydkorea, 220 km söder om huvudstaden Seoul.